# Xã Kingston, Quận Luzerne, Pennsylvania
Xã Kingston (tiếng Anh: Kingston Township) là một xã thuộc quận Luzerne, tiểu bang Pennsylvania, Hoa Kỳ. Năm 2010, dân số của xã này là 6.999 người.